# Железняк, Александр Дмитриевич
Александр Дмитриевич Железня́к (род. 31 мая 1966, Москва, СССР) — российский банкир.
Акционер и председатель правления финансовой группы «Лайф». Фигурант уголовного дела, возбужденного по факту выдачи «Пробизнесбанком» заведомо невозвратных кредитов фирмам-однодневкам, находится в международном розыске.
В 2021 году Железняк зарегистрировал Anti-Corruption Foundation (ACF) — американское юридическое лицо «Фонда борьбы с коррупцией» Алексея Навального, где занимал различные административные должности. В октябре 2024 года заявил, что покинул должность казначея ACF.
Награждён медалью ордена «За заслуги перед Отечеством» II степени (2014).

## Образование
С по 1983 по 1988 — Московская государственная юридическая академия.
С 1993 по 1995 — Финансовая академия при Правительстве Российской Федерации по специальности «Банковское дело».
С 2003 — кандидат экономических наук.
С 2007 — доктор экономических наук.

## Карьера
С 1988 по н.в. — Московская городская коллегия адвокатов, адвокат.
С 1993 по 2015 — «Пробизнесбанк», акционер.
С 2003 по 2015 — финансовая группа «Лайф», председатель правления.
С 2014 по 2015 — Банк «Солидарность», председатель совета директоров.
Вместе с Сергеем Леонтьевым является одним из основателей «Пробизнесбанка», ради создания которого в 1993 году оставил успешную адвокатскую карьеру. Спустя 10 лет совладельцы приступили к формированию финансового холдинга горизонтального типа, идея которого — объединить компании, ориентированные под разные потребности клиентов и внедрить в них единые стандарты и технологии. Руководители банка сделали ставку на активное развитие региональной сети за счет открытия новых офисов в регионах присутствия, так и на новых локальных рынках. В 2003 года на базе «Пробизнесбанка» была создана финансовая группа «Лайф», в которую входят 6 самостоятельных коммерческих банков и несколько компаний. Одна из инициатив Александра Железняка — проект по управлению лояльностью, который реализуется совместно с американской компанией Satmetrix. В рамках проекта ежемесячно опрашивается независимая выборка клиентов, на базе ответов которых определяется уровень лояльности (NetPromoterScore, NPS) — процент тех, кто готов или не готов рекомендовать банк своим друзьям. Банки, входящие в Финансовую группу «Лайф», делают ставку на мобильные технологии и их интеграцию с бизнес-процессами.

### Уголовное дело о хищениях в «Пробизнесбанке» (2015)
В августе 2015 года Банк России отозвал лицензию у «Пробизнесбанка» за проведение высокорискованной политики, связанной с размещением денежных средств в низкокачественные активы. В 2016 году Следственный комитет России возбудил уголовное дело в отношении бывших руководителей «Пробизнесбанка» Сергея Леонтьева и Александра Железняка. По версии следствия, с сентября 2014 года по июль 2015 года участники преступной группы похитили из «Пробизнесбанка» 2,5 миллиарда рублей. Сделано это было путём выдачи заведомо невозвратных кредитов фирмам-однодневкам.
16 февраля 2017 года Басманный суд Москвы заочно избрал Железняку меру пресечения в виде заключения под стражу. Следствием установлено, что Железняк скрывается на территории США, в связи с чём он был объявлен в международный розыск.

### Anti-Corruption Foundation (2021—2024)
Является основателем и директором Anti-Corruption Foundation — американского юридического лица «Фонда борьбы с коррупцией» (ФБК) Алексея Навального. Связь Железняка с ФБК стала широко известна после расследования издания The Insider о том, как российская разведка работает в соцсетях. В нём журналисты утверждали, что сотрудники спецслужб пытались уничтожить репутацию некого бостонского сторонника ФБК. Леонид Волков подтвердил, что речь в расследовании идет о Железняке.
1 октября 2024 Максим Кац выпустил двухчасовое расследование о деле банкиров Александра Железняка и Сергея Леонтьева. Кац заявляет, что Железняк и Леонтьев пытаются «отмыть» свою репутацию за границей, в том числе с помощью ФБК. В ФБК не согласны с обвинениями и обещают ответить на них. Бывший исполнительный директор ФБК Владимир Ашурков подтвердил, что в 2021 году на Железняка было зарегистрировано юридическое лицо ФБК в США. По словам Ашуркова, после регистрации Anti-Corruption Foundation Inc. он вышел из руководства фонда, но до сих пор обеспечивает его «по административным и финансовым вопросам».
25 октября 2024 ФБК выпустил ответ, назвав расследование ложью. В частности, они обвинили Максима Каца в манипуляции фактами и сокрытии невыгодных ему данных, которые противоречат выводам его расследования. По их словам, из изученных ими банковских проводок следует, что как минимум 80-85 % средств, выведенных в указанные в расследовании офшорные компании, связанные с «Пробизнесбанком», были возвращены обратно с процентами. ФБК также отвергли обвинения в «отмывании репутации» Железняка и Леонтьева. По их словам роль, Железняка в американском юрлице ФБК ограничивается технической функцией казначея. При этом сам Железняк работает на волонтёрских началах и «не принимает участия ни в обсуждении, ни в принятии решений относительно деятельности фонда». В этот же день Железняк объявил, что покидает пост казначея Anti-Corruption Foundation. Железняк заявил, что расследование Каца «построено на лжи, манипуляции и подлоге», а его имя «цинично смешали с грязью для того, чтобы нанести урон репутации ФБК».

## Награды
Был удостоен медали ордена «За заслуги перед Отечеством» II степени. Указ об этом был подписан Владимиром Путиным 14 января 2014 года. Согласно формулировке Указа награда была вручена «за достигнутые трудовые успехи и многолетнюю плодотворную работу», что на деле выражается в серьёзном вкладе Железняка в развитие эффективной, социально-ответственной банковской системы в России.